# Kölner Beiträge zur Musikforschung
Die Kölner Beiträge zur Musikforschung (KBMf) war eine der ältesten Musikbuchreihen in Deutschland. Als vorrangig monografische Reihe wurde sie 1938 von dem Kölner Musikwissenschaftler Theodor Kroyer gegründet und erschien im Gustav Bosse Verlag, von 2004 bis 2015 erschien sie unter dem Namen Kölner Beiträge zur Musikwissenschaft (KBMw).
Die Kölner Beiträge erschienen unregelmäßig, teilweise in springenden Erscheinungsjahren, mit gezählten 211 Bänden unter dem alten und 17 Bänden unter der neuen Bezeichnung (Stand: Februar 2021). Veröffentlicht wurden herausragende Forschungsbeiträge, meist Dissertationen mit den Noten Summa cum laude oder Magna cum laude, des Musikwissenschaftlichen Instituts der Universität zu Köln.

## Geschichte

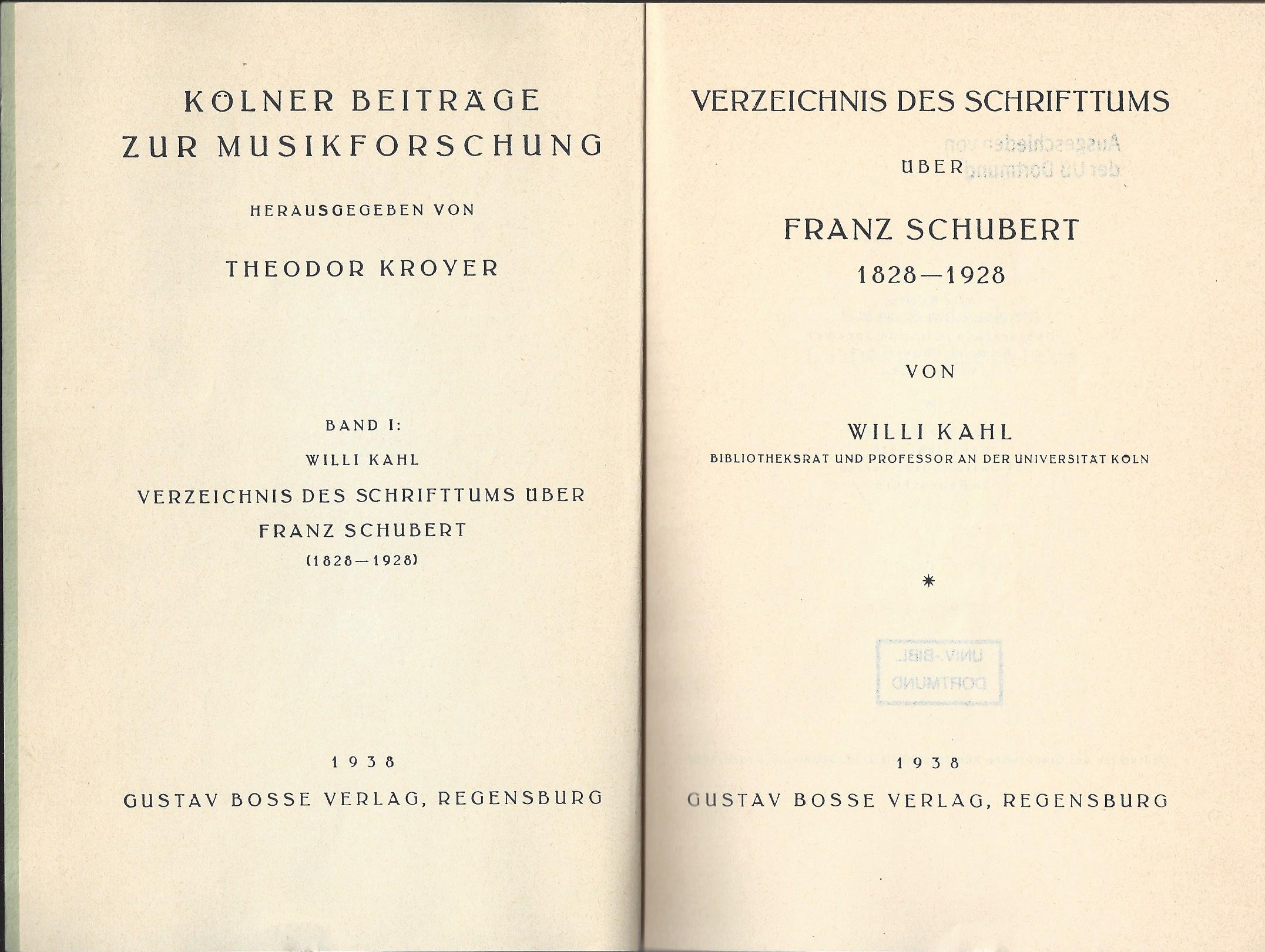
Band 1: Willi Kahl

Die Reihe wurde 1938 von dem zu dieser Zeit gerade emeritierten Musikwissenschaftler Theodor Kroyer für Veröffentlichungen des Musikwissenschaftlichen Instituts der Universität Köln begründet und mit der Bibliografie Willi Kahls über das Schrifttum zu Franz Schubert von 1828 bis 1928 eröffnet. 1941 übernahm Karl-Gustav Fellerer, dessen eigene Dissertation über die Deutsche Gregorianik im Frankenreich als Band 5 in der Reihe erschien, die Herausgeberschaft. Aufgrund des Zweiten Weltkriegs und der Nachkriegszeit wurde das Erscheinen nach dem ebenfalls 1941 erschienenen Band 6 bis 1955 unterbrochen. Fortgesetzt wurde sie durch die Dissertation von Michael Schneider zur Orgelspieltechnik des frühen 19. Jahrhunderts in Deutschland. Fellerer blieb bis 1971 Herausgeber und wurde von seinem Lehrstuhlnachfolger Heinrich Hüschen abgelöst, der die Reihe bis 1984 weiterführte. Zu den weitere Herausgebern zählen Klaus Wolfgang Niemöller und Dietrich Kämper.
Durch die fachliche Erweiterung des Musikwissenschaftlichen Instituts mit den Fachgebieten der Musikalischen Akustik und Systematischen Musikwissenschaft durch Jobst Fricke und Musikethnologie durch Josef Kuckertz erschienen in der Reihe vermehrt Dissertationen über die Themen der Historischen Musikwissenschaft hinaus. Jobst Fricke begründete innerhalb der KBMf die „Akustische Reihe“, in der insgesamt 15 Bände zu Themen aus der Musikalischen Akustik und Systematischen Musikwissenschaft erschienen. Darüber hinaus wurden einige Herausgeberbände von Symposien des Kölner Instituts in der Reihe veröffentlicht.
Ab 2004 zeichneten Christoph von Blumröder, Wolfram Steinbeck und Frank Hentschel für die Herausgabe der Reihe. Sie veränderten den Reihentitel, indem sie den prozessorientierten Begriff der Musikforschung durch den stärker ergebnisorientierten der Musikwissenschaft ersetzten. Die Zählung der Bände wurde nicht fortgesetzt. Eine Begründung für die neue Bezeichnung und Zählung ist nicht veröffentlicht. Der Bosse Verlag verstand sie dennoch als Weiterführung derselben Reihe, in der weiterhin Forschungsbeiträge des Musikwissenschaftlichen Instituts der Universität Köln veröffentlicht werden. Die Reihe wurde seit 2015 nicht fortgesetzt.
Die Kölner Beiträge erschienen zunächst in Regensburg, ab 1993, bedingt durch den Standortwechsel des Gustav Bosse Verlags, in Kassel. Einige der nicht mehr lieferbaren Bände erschienen als Online-Antiquariat im Epos-Verlag der Universität Osnabrück.

## Bände

### Kölner Beiträge zur Musikforschung
| Band | Autor, Herausgeber                                                        | Titel | Erscheinungsjahr | Anmerkung                   |
| ---- | ------------------------------------------------------------------------- | --- | ---------------- | --------------------------- |
| 1    | Willi Kahl                                                                | Verzeichnis des Schrifttums über Franz Schubert 1828–1928. | 1938             |                             |
| 2    | Eduard Gröninger                                                          | Repertoire-Untersuchungen zum mehrstimmigen Notre Dame-Conductus. | 1939             |                             |
| 3    | Margarete Reimann                                                         | Untersuchungen zur Formgeschichte der französischen Klavier-Suite mit besonderer Berücksichtigung von Couperins „Ordres“.                                                                                               | 1940             |                             |
| 4    | Bernhardt Martin                                                          | Untersuchungen zur Struktur der „Kunst der Fuge“ J. S. Bachs. | 1941             |                             |
| 5    | Karl Gustav Fellerer                                                      | Deutsche Gregorianik im Frankenreich. | 1941             |                             |
| 6    | Michael Schneider                                                         | Die Orgelspieltechnik des frühen 19. Jahrhunderts in Deutschland dargestellt an den Orgelschulen der Zeit. | 1941             |                             |
| 7    | Rudolf Ewerhart                                                           | Die Handschrift 322/1994 der Stadtbibliothek Trier als musikalische Quelle. | 1955             |                             |
| 8    | Grete Wehmeyer                                                            | Max Reger als Liederkomponist: Ein Beitrag zum Problem der Wort-Ton-Beziehung. | 1955             |                             |
| 9    | Johannes Aengenvoort                                                      | Quellen und Studien zur Geschichte des Graduale Monasteriense mit besonderer Berücksichtigung des Graduale Monasteriense impr. 1536 (Alopeciusdruck).                                                                   | 1955             |                             |
| 10   | Helmut Kirchmeyer                                                         | Igor Strawinsky – Zeitgeschichte im Persönlichkeitsbild Grundlagen und Voraussetzungen zur modernen Konstruktionstechnik.                                                                                               | 1958             |                             |
| 11   | Udo Unger                                                                 | Die Klavierfuge im zwanzigsten Jahrhundert. | 1956             |                             |
| 12   | Gudrun Busch                                                              | C. Ph. E. Bach und seine Lieder. | 1957             |                             |
| 13   | Martin Blindow                                                            | Die Choralbegleitung des 18. Jahrhunderts in der evangelischen Kirche Deutschlands. | 1957             |                             |
| 14   | Joachim Roth                                                              | Die mehrstimmigen lateinischen Litaneikompositionen des 16. Jahrhunderts. | 1959             |                             |
| 15   | Gottfried Göller                                                          | Vinzenz von Beauvais O.P. (um 1194 bis 1264) und sein Musiktraktat im Speculum doctrinale. | 1959             |                             |
| 16   | Jobst Fricke                                                              | Über subjektive Differenztöne höchster hörbarer Töne und des angrenzenden Ultraschalls im musikalischen Hören. | 1960             | Akustische Reihe 1          |
| 17   | Friedhelm Onkelbach                                                       | Lucas Lossius und seine Musiklehre. | 1960             |                             |
| 18   | Annette Friedrich                                                         | Beiträge zur Geschichte des weltlichen Frauenchores im 19. Jahrhundert in Deutschland. | 1961             |                             |
| 19   | Khatschi Khatschi                                                         | Der Dastgāh: Studien zur neuen Persischen Musik. | 1962             |                             |
| 20   | -                                                                         | – | –                | nicht erschienen            |
| 21   | Ursula Eckart-Bäcker                                                      | Frankreichs Moderne von Claude Debussy bis Pierre Boulez Zeitgeschichte im Spiegel der Musikkritik. | 1962             |                             |
| 22   | Diether Rouvel                                                            | Zur Geschichte der Musik am Fürstlich Waldeckschen Hofe zu Arolsen. | 1962             |                             |
| 23   | Josef Kuckertz                                                            | Gestaltvariation in den von Bartók gesammelten rumänischen Colinden. | 1963             |                             |
| 24   | Dieter Schulte-Bunert                                                     | Die deutsche Klaviersonate des zwanzigsten Jahrhunderts eine Formuntersuchung der deutschen Klaviersonaten der zwanziger Jahre.                                                                                         | 1963             |                             |
| 25   | Marion Rothärmel                                                          | Der musikalische Zeitbegriff seit Moritz Hauptmann. | 1963             |                             |
| 26   | Franz Müller-Heuser                                                       | Vox humana ein Beitrag zur Untersuchung der Stimmästhetik des Mittelalters. | 1963             |                             |
| 27   | Horst Braun                                                               | Untersuchungen zur Typologie der zeitgenössischen Schul- und Jugendoper. | 1963             |                             |
| 28   | Michael Härting                                                           | Der Meßgesang im Braunschweiger Domstift St. Blasii (Handschrift Niedersächsisches Staatsarchiv in Wolfenbüttel VII B Hs 175). Quellen und Studien zur niedersächsischen Choralgeschichte des 13. und 14. Jahrhunderts. | 1963             |                             |
| 29   | Monika Lichtenfeld                                                        | Untersuchungen zur Theorie der Zwölftontechnik bei Josef Matthias Hauer. | 1964             |                             |
| 30   | Eckhard Maronn                                                            | Untersuchungen zur Wahrnehmung sekundärer Tonqualitäten bei ganzzahligen Schwingungsverhältnissen | 1964             | Akustische Reihe 2          |
| 31   | Hans-Jakob Pauly                                                          | Die Fuge in den Orgelwerken Dietrich Buxtehudes. | 1964             |                             |
| 32   | Heinz Wagener                                                             | Die Begleitung des gregorianischen Chorals im neunzehnten Jahrhundert. | 1964             |                             |
| 33   | Jürgen Braun                                                              | Die Thematik in den Kammermusikwerken von Maurice Ravel. | 1966             |                             |
| 34   | Hermann Josef Burbach                                                     | Studien zur Musikanschauung des Thomas von Aquin. | 1966             |                             |
| 35   | Jürgen Wetschky                                                           | Die Kanontechnik in der Instrumentalmusik von Johannes Brahms. | 1967             |                             |
| 36   | Werner Pütz                                                               | Studien zum Streichquartettschaffen bei Hindemith, Bartók, Schönberg und Webern. | 1968             |                             |
| 37   | Hugo Berger                                                               | Untersuchungen zu den Psalmdifferenzen. | 1966             |                             |
| 38   | Günther Thomas                                                            | Friedrich Wilhelm Zachow. | 1966             |                             |
| 39   | Hans Ossing                                                               | Untersuchungen zum Antiphonale Monasteriense (Alopecius-Druck 1537); ein Vergleich mit den Handschriften des Münsterlandes.                                                                                             | 1966             |                             |
| 40   | Peter Fuhrmann                                                            | Untersuchungen zur Klangdifferenzierung im modernen Orchester. | 1966             |                             |
| 41   | Hanspeter Krellmann                                                       | Studien zu den Bearbeitungen Ferruccio Busonis | 1966             |                             |
| 42   | Kurt-Erich Eicke                                                          | Der Streit zwischen Adolph Bernhard Marx und Gottfried Wilhelm Fink um die Kompositionslehre. | 1966             |                             |
| 43   | Rudolf Heinemann                                                          | Untersuchungen zur Rezeption der seriellen Musik. | 1966             |                             |
| 44   | Erwin Hardeck                                                             | Untersuchungen zu den Klavierliedern Claude Debussys. | 1967             |                             |
| 45   | Eckart Wilkens                                                            | Künstler und Amateure im persischen Santurspiel: Studien zum Gestaltungsvermögen in der iranischen Musik. | 1967             | nebst Beiheft               |
| 46   | Gerhard Schulte                                                           | Untersuchungen zum Phänomen des Tonhöheneindrucks bei verschiedenen Vokalfarben. | 1967             | Akustische Reihe 3          |
| 47   | Siegfried Gmeinwieser                                                     | Girolamo Chiti 1679–1759; eine Untersuchung zur Kirchenmusik in S. Giovanni in Laterano. | 1968             |                             |
| 48   | Bernward Wiechens                                                         | Die Kompositionstheorie und das kirchenmusikalische Schaffen Padre Martinis | 1968             |                             |
| 49   | Mohammad Taghi Massoudieh                                                 | Āwāz-e-Šur zur Melodiebildung in der persischen Kunstmusik | 1968             |                             |
| 50   | Udo Sirker                                                                | Die Entwicklung des Bläserquintetts in der ersten Hälfte des 19. Jahrhunderts. | 1968             |                             |
| 51   | Josef Eckhardt                                                            | Die Violoncellschulen von J.J.F. Dotzauer, F.A. Kummer und B. Romberg. | 1968             |                             |
| 52   | Herbert Douteil                                                           | Studien zu Durantis „Rationale divinorum officiorum“ als kirchenmusikalische Quelle | 1969             |                             |
| 53   | Ute Jung-Kaiser                                                           | Die Musikphilosophie Thomas Manns | 1969             |                             |
| 54   | Klaus Wolfgang Niemöller                                                  | Untersuchungen zu Musikpflege und Musikunterricht an den deutschen Lateinschulen vom ausgehenden Mittelalter bis um 1600.                                                                                               | 1969             |                             |
| 55   | Martin Weyer                                                              | Die deutsche Orgelsonate von Mendelssohn bis Reger. | 1969             |                             |
| 56   | Hubert Kupper                                                             | Statistische Untersuchungen zur Modusstruktur der Gregorianik. | 1970             |                             |
| 57   | Dorothea Beckmann                                                         | Sprache und Musik im Vokalwerk Anton Weberns die Konstruktion des Ausdrucks. | 1970             |                             |
| 58   | Hermann Richard Busch                                                     | Leonhard Eulers Beitrag zur Musiktheorie. | 1970             |                             |
| 59   | Barbara Schwendowius                                                      | Die solistische Gambenmusik in Frankreich von 1650 bis 1740, | 1970             |                             |
| 60   | Ulrich Müller                                                             | Untersuchungen zu den Strukturen von Klängen der Clarin- und Ventiltrompete. | 1971             | Akustische Reihe 4          |
| 61   | Jan Reichow                                                               | Die Entfaltung eines Melodiemodells im Genus Sikāh. | 1971             |                             |
| 62   | Hans Peter Komorowski                                                     | Die „Invention“ in der Musik des 20. Jahrhunderts. | 1971             |                             |
| 63   | Theo Hundt                                                                | Bartóks Satztechnik in den Klavierwerken. | 1971             |                             |
| 64   | Ulrich Maske                                                              | Charles Ives in seiner Kammermusik für drei bis sechs Instrumente. | 1971             |                             |
| 65   | Rudolf Klinkhammer                                                        | Die langsame Einleitung in der Instrumentalmusik der Klassik und Romantik, ein Sonderproblem in der Entwicklung der Sonatenform.                                                                                        | 1971             |                             |
| 66   | Jürgen Oberschelp                                                         | Das öffentliche Musikleben der Stadt Bielefeld im 19. Jahrhundert. | 1972             |                             |
| 67   | Dieter Gutknecht                                                          | Untersuchungen zur Melodik des Hugenottenpsalters. | 1972             |                             |
| 68   | Brigitte Petrovitsch                                                      | Studien zur Musik für Violine solo 1945–1970. | 1972             |                             |
| 69   | Werner Düring                                                             | Erlkönig-Vertonungen: eine historische und systematische Untersuchung. | 1972             |                             |
| 70   | Arsenio Garcia-Ferreras                                                   | Juan Bautista Cabanilles: sein Leben und Werk. (Die Tientos für Orgel) | 1973             |                             |
| 71   | Manfred Reiter                                                            | Die Zwölftontechnik in Alban Bergs Oper Lulu. | 1973             |                             |
| 72   | Hans-Jürgen Winterhoff                                                    | Analytische Untersuchungen zu Puccinis „Tosca“. | 1973             |                             |
| 73   | Volker Bungardt                                                           | Josef Martin Kraus (1756 – 1792); ein Meister des klassischen Klavierliedes. | 1973             |                             |
| 74   | Hubert Meister                                                            | Untersuchungen zum Verhältnis von Text und Vertonung in den Madrigalen Carlo Gesualdos. | 1973             |                             |
| 75   | Detlef Altenburg                                                          | Untersuchungen zur Geschichte der Trompete im Zeitalter der Clarinblaskunst: 1500 – 1800 | 1973             |                             |
| 76   | Gerhard Heldt                                                             | Das deutsche nachromantische Violinkonzert von Brahms bis Pfitzner (Entstehung und Form). | 1973             |                             |
| 77   | Hans Joachim Zingel                                                       | Harfenspiel im Barockzeitalter. | 1974             |                             |
| 78   | Gisela Blees                                                              | Das Cello-Konzert um 1800 eine Untersuchung der Cello-Konzerte zwischen Haydns op. 101 und Schumanns op. 129. | 1973             |                             |
| 79   | Ludolf Lützen                                                             | Die Violoncell-Transkriptionen Friedrich Grützmachers Untersuchungen zur Transkription in Sicht und Handhabung der 2. Hälfte des 19. Jahrhunderts.                                                                      | 1974             |                             |
| 80   | Wolfgang Voigt                                                            | Untersuchungen zur Formantbildung in Klängen von Fagott und Dulzianen. | 1975             | Akustische Reihe 5          |
| 81   | Rodolf Vogler                                                             | Die Musikzeitschrift „Signale für die musikalische Welt“: 1843 – 1900. | 1975             |                             |
| 82   | Hans Reinhard Biock                                                       | Zur Intonationsbeurteilung kontextbezogener sukzessiver Intervalle. | 1975             | Akustische Reihe 6          |
| 83   | Andreas Imhoff                                                            | Untersuchungen zum Klavierwerk Bernd Alois Zimmermanns (1918 – 1970). | 1976             |                             |
| 84   | Friedemann Milz                                                           | A-cappella-Theorie und musikalischer Humanismus bei August Eduard Grell. | 1976             |                             |
| 85   | Klaus Velten                                                              | Schönbergs Instrumentationen Bachscher und Brahmsscher Werke als Dokumente seines Traditionsverständnisses. | 1976             |                             |
| 86   | Stefanie Tiltmann-Fuchs                                                   | Othmar Schoecks Liederzyklen für Singstimme und Orchester Studien zum Wort-Ton-Verhältnis. | 1976             |                             |
| 87   | Marion Salević                                                            | Die Vertonung der Psalmen Davids im 20. Jahrhundert Studien im deutschen Sprachbereich. | 1976             |                             |
| 88   | Raymund Weyers                                                            | Arthur Schopenhauers Philosophie der Musik. | 1976             |                             |
| 89   | Norbert Jers                                                              | Igor Strawinskys späte Zwölftonwerke: (1958 – 1966). | 1976             |                             |
| 90   | Gothard Bruhn                                                             | Über die Hörbarkeit von Glockenschlagtönen: Untersuchungen zum Residualtonproblem. | 1980             | Akustische Reihe 7          |
| 91   | Hans Knoch                                                                | Orpheus und Eurydike der antike Sagenstoff in den Opern von Darius Milhaud und Ernst Krenek. | 1977             |                             |
| 92   | Bernd Wegener                                                             | César Francks Harmonik | 1976             |                             |
| 93   | Ursula Lienenlüke                                                         | Lieder von Richard Strauss nach zeitgenössischer Lyrik. | 1976             |                             |
| 94   | Helmut Giesel                                                             | Studien zur Symbolik der Musikinstrumente im Schrifttum der alten und mittelalterlichen Kirche: (von den Anfängen bis zum 13. Jh.).                                                                                     | 1978             |                             |
| 95   | Peter Päffgen                                                             | Laute und Lautenspiel in der ersten Hälfte des 16. Jahrhunderts. Beobachtungen zur Bauweise und Spieltechnik. | 1978             |                             |
| 96   | Michael Trapp                                                             | Studien zu Strawinskys „Geschichte vom Soldaten“ (1918): zur Idee und Wirkung des Musiktheaters der 1920er Jahre. | 1978             |                             |
| 97   | Monika Fürst-Heidtmann                                                    | Das präparierte Klavier des John Cage. | 1979             |                             |
| 98   | Klaus Fischer                                                             | Die Psalmkompositionen in Rom um 1600: (ca. 1570 – 1630). | 1979             |                             |
| 99   | Ingeborg Dobrinski                                                        | Das Solostück für Querflöte in der ersten Hälfte des 20. Jahrhunderts. | 1981             |                             |
| 100  | Gabriele M. Steinschulte                                                  | Die Ward-Bewegung Studien zur Realisierung der Kirchenmusikreform Papst Pius X. in der ersten Hälfte des 20. Jahrhunderts.                                                                                              | 1979             |                             |
| 101  | Ulrich Tank                                                               | Studien zur Esterházyschen Hofmusik von etwa 1620 bis 1790. | 1981             |                             |
| 102  | Karl-Otto Plum                                                            | Untersuchungen zu Heinrich Schenkers Stimmführungsanalyse. | 1979             |                             |
| 103  | Jerko Martinić                                                            | Glagolitische Gesänge Mitteldalmatiens. | 1978             |                             |
| 104  | Gerd Laube-Przygodda                                                      | Das alttestamentliche und neutestamentliche musikalische Gotteslob in der Rezeption durch die christlichen Autoren des 2. bis 11. Jahrhunderts.                                                                         | 1980             |                             |
| 105  | Martin Weber                                                              | Die Orchesterwerke Rudolf Kelterborns. | 1980             |                             |
| 106  | Erika Weber-Ansat                                                         | Arnold Mendelssohn (1855 – 1933) und seine Verdienste um die Erneuerung der evangelischen Kirchenmusik. | 1981             |                             |
| 107  | Ulrich Thieme                                                             | Studien zum Jugendwerk Arnold Schönbergs Einflüsse und Wandlungen. | 1979             |                             |
| 108  | Antonio A. Bispo                                                          | Die katholische Kirchenmusik in der Provinz São Paulo zur Zeit des brasilianischen Kaiserreiches: (1822 – 1889). | 1980             |                             |
| 109  | Fritz Butzbach                                                            | Studien zum Klavierkonzert Nr. 1, fis-moll, op. 1 von S. V. Rachmaninov. | 1979             |                             |
| 110  | Demetre Yannou                                                            | Die „Geschichte der Musik“ (1715) von Bonnet und Bourdelot. | 1980             |                             |
| 111  | Eckhardt van den Hoogen                                                   | Die Orchesterwerke Franz Schrekers in ihrer Zeit werkanalytische Studien. | 1981             |                             |
| 112  | Lothar Prox                                                               | Strukturale Komposition und Strukturanalyse ein Beitrag zur Wagnerforschung. | 1986             |                             |
| 113  | Ansgar Jerrentrup                                                         | Entwicklung der Rockmusik von den Anfängen bis zum Beat. | 1981             |                             |
| 114  | Miho Demovic                                                              | Musik und Musiker in der Republik Dubrovnik (Ragusa) vom Anfang des XI. Jahrhunderts bis zur Mitte des XVII. Jahrhunderts.                                                                                              | 1981             |                             |
| 115  | Bernd Enders                                                              | Studien zur Durchhörbarkeit und Intonationsbeurteilung von Akkorden. | 1981             | Akustische Reihe 8          |
| 116  | Angelus Seipt                                                             | César Francks symphonische Dichtungen. | 1981             |                             |
| 117  | Gudrun Stegen                                                             | Studien zum Strukturdenken in der Neuen Musik. | 1981             |                             |
| 118  | Ernst-Joachim Danz                                                        | Die objektlose Kunst Untersuchungen zur Musikästhetik Friedrich von Hauseggers. | 1981             |                             |
| 119  | Michael Fütterer                                                          | Das Madrigal als Instrumentalmusik: Versuch einer aufführungspraktischen und geistesgeschichtlichen Neuinterpretation des Cinquecento-Madrigals.                                                                        | 1982             |                             |
| 120  | Ulrich Mehler                                                             | Dicere und cantare: zur musikalischen Terminologie und Aufführungspraxis der mittelalterlichen geistlichen Dramas in Deutschland.                                                                                       | 1981             |                             |
| 121  | Carola Schormann                                                          | Studien zur Musikgeschichte der Stadt Lüneburg im ausgehenden 18. und im 19. Jahrhundert. | 1982             |                             |
| 122  | Paul Terse                                                                | Studien zur Verwendung des Konzertflügels im Opernorchester in der Zeit von etwa 1930 bis etwa 1970. | 1982             |                             |
| 123  | Frank Reinisch                                                            | Das französische Oratorium von 1840 – 1870. | 1982             |                             |
| 124  | Norbert Dreßen                                                            | Sprache und Musik bei Luciano Berio. | 1982             |                             |
| 125  | Ludger Lohmann                                                            | Studien zu Artikulationsproblemen bei den Tasteninstrumenten des 16. – 18. Jahrhunderts. | 1982             |                             |
| 126  | Dietlind Möller                                                           | Untersuchungen zur Symbolik der Musikinstrumente im Narrenschiff des Sebastian Brant. | 1982             |                             |
| 127  | Leticia Varela-Ruiz                                                       | Die Musik im Leben der Yaqui: Beitrag zum Studium der Tradition einer mexikanischen Ethnie. | 1982             |                             |
| 128  | Christof Hagemeister                                                      | Das Formschema der Sonate in der russischen Instrumentalmusik um 1800. | 1982             |                             |
| 129  | Jochen Arbogast                                                           | Stilkritische Untersuchungen zum Klavierwerk des Thomaskantors Johann Kuhnau (1660 – 1722). | 1983             |                             |
| 130  | Barbara Engelbert                                                         | Wystan Hugh Auden (1907–1973); seine opernästhetische Anschauung und seine Tätigkeit als Librettist. | 1983             |                             |
| 131  | Josef Dahlberg                                                            | Studien zur geistlichen Chormusik Heinrich Lemachers (1891–1966) unter besonderer Berücksichtigung ihrer liturgischen Funktion.                                                                                         | 1983             |                             |
| 132  | Armindo Borges                                                            | Duarte Lobo (156?–1646); Studien zum Leben und Schaffen des portugiesischen Komponisten. | 1986             |                             |
| 133  | Birgit Heusgen                                                            | Studien zu Gustav Mahlers Bearbeitung und Ergänzung von Carl Maria von Webers Opernfragment 'Die drei Pintos'. | 1983             |                             |
| 134  | Lutz Werner Hesse                                                         | Studien zum Schaffen des Komponisten Ralph Vaughan Williams. | 1983             |                             |
| 135  | Helmut Fleinghaus                                                         | Die Musikanschauung des Erasmus von Rotterdam. | 1984             |                             |
| 136  | Walter Haaß                                                               | Studien zu den „L'homme-armé“-Messen des 15. und 16. Jahrhunderts. | 1984             |                             |
| 137  | Helga Schauerte-Maubouet                                                  | Jehan Alain (1911–1940): das Orgelwerk; eine monographische Studie. | 1983             |                             |
| 138  | Bernd Scherers                                                            | Studien zur Orgelmusik der Schüler César Francks. | 1984             |                             |
| 139  | Reinhard Josef Sacher                                                     | Musik als Theater. Tendenzen zur Grenzüberschreitung in der Musik von 1958–1968. | 1985             |                             |
| 140  | Manuel Gervink                                                            | Die Symphonie in Deutschland und Österreich in der Zeit zwischen den beiden Weltkriegen. | 1984             |                             |
| 141  | Dieter Braun                                                              | Klangstrukturen und deren psychoakustische Bewertung bei Zinken. | 1984             | Akustische Reihe 9, 2 Bände |
| 142  | Irmgard Knechtges-Obrecht                                                 | Robert Schumann im Spiegel seiner späten Klavierwerke. | 1985             |                             |
| 143  | Peter Ludwig                                                              | Studien zum Motettenschaffen der Schüler Palestrinas. | 1986             |                             |
| 144  | Horst Walter                                                              | Joseph Haydn – Tradition und Rezeption. | 1985             |                             |
| 145  | Britta Schilling-Wang                                                     | Virtuose Klaviermusik des 19. Jahrhunderts am Beispiel von Charles Valentin Alkan, (1813–1888). | 1986             |                             |
| 146  | Matthias Grün                                                             | Rudolf Mauersberger, Studien zu Leben und Werk. | 1986             |                             |
| 147  | Slavko Topić                                                              | Kirchenlieder der bosnischen Katholiken. | 1986             |                             |
| 148  | Hans Wolfgang Schneider                                                   | Instrumentale Trauermusik im 19. und frühen 20. Jahrhundert dargestellt an 18 Klavierkompositionen zwischen 1797 und 1936.                                                                                              | 1987             |                             |
| 149  | Klaus Dieter Hüschen                                                      | Studien zum Motettenschaffen Ernst Peppings | 1987             |                             |
| 150  | Klaus Wolfgang Niemöller, Vsevolod P. Zaderack                            | Internationales Dmitri-Schostakowitsch-Symposion Köln 1985 | 1986             | Herausgeberband             |
| 151  | Ralf Krause                                                               | Die Kirchenmusik von Leonardo Leo (1694 – 1744); ein Beitrag zur Musikgeschichte Neapels im 18. Jh. | 1987             |                             |
| 152  | Rosemarie Tüpker                                                          | Ich singe, was ich nicht sagen kann. Zu einer morphologischen Grundlegung der Musiktherapie. | 1988             | Akustische Reihe 10         |
| 153  | Ulrike Kapeller                                                           | Untersuchungen zu John Sturt's Lute book. | 1988             |                             |
| 154  | Hans-Joachim Wagner                                                       | Studie zu „Boulevard Solitude - lyrisches Drama in 7 Bildern“ von Hans Werner Henze. | 1988             |                             |
| 155  | Klaus Wolfgang Niemöller; Wulf Konold                                     | Zwischen den Generationen, Bericht über das Bernd-Alois-Zimmermann-Symposion Köln 1987 | 1989             | Herausgeberband             |
| 156  | Helen F. Samson                                                           | Die zeitgenössische Kunstmusik der Philippinen im Spannungsfeld zwischen nationalem Erbe und europäischem Einfluss. | 1989             |                             |
| 157  | Rolf Klein                                                                | Die Intervallehre in der deutschen Musiktheorie des 16. Jahrhunderts. | 1989             |                             |
| 158  | −                                                                         | – | –                | nicht erschienen            |
| 159  | Ulrich Bartels                                                            | Vokale und instrumentale Aspekte im musiktheoretischen Schrifttum der 1. Hälfte des 17. Jahrhunderts Studien zur musikalischen Aufführungspraxis in Deutschland zur Zeit des Frühbarock.                                | 1989             |                             |
| 160  | Mohamed El-Khodary                                                        | Untersuchungen über die Gestaltung des Rhythmus und das Verhältnis von Norm und Realisation, dargestellt an drei Interpretationen der Polonaise A-Dur von Chopin.                                                       | 1989             | Akustische Reihe 12         |
| 161  | Esmat Abbas                                                               | Klangliche Eigenschaften des Kontrabasses, spektralanalytische und historische Untersuchungen zum Bau und zum Klang. | 1989             | Akustische Reihe 13         |
| 162  | Albert Richenhagen                                                        | Studien zur Musikanschauung des Hrabanus Maurus | 1988             |                             |
| 163  | Anna Czekanowska                                                          | Studien zum Nationalstil der polnischen Musik. Untersuchungen zur polnischen Musik vom Mittelalter bis zur 2. Hälfte des 20. Jahrhunderts.                                                                              | 1990             |                             |
| 164  | Klaus Wolfgang Niemöller; Manuel Gervink                                  | Bericht über das Internationale Symposion „Charles Ives und die amerikanische Musiktradition bis zur Gegenwart“ | 1988             | Herausgeberband             |
| 165  | Klaus Wolfgang Niemöller; Bram Gätjen; Manuel Gervink; Jobst Peter Fricke | Die Sprache der Musik: Festschrift Klaus Wolfgang Niemöller zum 60. Geburtstag am 21. Juli 1989: im Namen aller Kollegen des Musikwissenschaftlichen Instituts der Universität zu Köln.                                 | 1989             | Herausgeberband             |
| 166  | Richard Lorber                                                            | Die italienischen Kantaten von Johann David Heinichen: (1683 – 1729); ein Beitrag zur Geschichte der Musik am Dresdner Hof in der ersten Hälfte des 18. Jahrhunderts.                                                   | 1991             |                             |
| 167  | Lutz Glasenapp                                                            | Die Gitarre als Ensemble- und Orchesterinstrument in der neuen Musik unter besonderer Berücksichtigung der Werke Hans Werner Henzes.                                                                                    | 1991             |                             |
| 168  | Anselm Hartmann                                                           | Kunst und Kirche Studien zum Messenschaffen von Franz Liszt. | 1991             |                             |
| 169  | O-Yeon Kwon Kim                                                           | Die Theorie und Praxis der Intonationen in der traditionellen koreanischen Musik, gemessen an den Wölbbrettzithern Kŏmun'go und K'ayagŭm.                                                                               | 1992             | Akustische Reihe 14         |
| 170  | Yukiko Sawabe                                                             | Neue Musik in Japan von 1950 bis 1960: Stilrichtungen und Komponisten. 1992 |                  |                             |
| 171  | Ortrud Kuhn-Schliess                                                      | Klassizistische Tendenzen im Klavierwerk von Maurice Ravel. | 1992             |                             |
| 172  | Gero Schliess                                                             | Igor Strawinskys frühe Lieder. | 1992             |                             |
| 173  | Mahmud Abdel-Aziz                                                         | Form und Gehalt in den Violoncellowerken von Dmitri Schostakowitsch. | 1992             |                             |
| 174  | Regina Brandt                                                             | Religiöse Grundzüge im Werk von Frank Martin. | 1992             |                             |
| 175  | Klaus Wolfgang Niemöller                                                  | Bericht über das Internationale Symposion „Sergej Prokofjew - Aspekte seines Werkes und der Biographie“ Köln 1991 | 1992             |                             |
| 176  | Dietmar Jürgens                                                           | Die Meßkompositionen Friedrich Kiels. | 1992             |                             |
| 177  | Bram Gätjen                                                               | Der Klang des Cembalos historische, akustische und instrumentenkundliche Untersuchungen. | 1995             | Akustische Reihe 11         |
| 178  | Arno Semrau                                                               | Studien zur Typologie und zur Poetik der Oper in der ersten Hälfte des 19. Jahrhunderts. | 1993             |                             |
| 179  | Hermann Müller                                                            | Zur Theorie und Praxis indeterminierter Musik Aufführungspraxis zwischen Experiment und Improvisation. | 1994             |                             |
| 180  | Wolfgang Auhagen                                                          | Experimentelle Untersuchungen zur auditiven Tonalitätsbestimmung in Melodien | 1994             | Akustische Reihe 15         |
| 181  | Thomas Giebisch                                                           | Take-off als Kompositionsprinzip bei Charles Ives. | 1993             |                             |
| 182  | –                                                                         | – | –                | nicht erschienen            |
| 183  | Susanne Cramer                                                            | Johannes Heugel (ca. 1510–1584/85): Studien zu seinen lateinischen Motetten. | 1994             |                             |
| 184  | Stefan Einsfelder                                                         | Zur musikalischen Dramaturgie von Giuseppe Verdis Otello. | 1994             |                             |
| 185  | Julia van Hees                                                            | Luigi Dallapiccolas Bühnenwerk Ulisse Untersuchungen zu Werk und Werkgenese. | 1994             |                             |
| 186  | Andreas Pütz                                                              | Von Wagner zu Skrjabin. | 1995             |                             |
| 187  | Monika Maria Burzik                                                       | Quellenstudien zu europäischen Zupfinstrumentenformen Methodenprobleme, kunsthistorische Aspekte und Fragen der Namenszuordnung.                                                                                        | 1995             |                             |
| 188  | Klaus Wolfgang Niemöller, Uwe Pätzold, Kyo-chul Chung                     | „Lux oriente“ Begegnungen der Kulturen in der Musikforschung; Festschrift Robert Günther zum 65. Geburtstag. | 1995             | Herausgeberband             |
| 189  | Susanne Gutsche                                                           | Der Chor bei Beethoven eine Untersuchung zur Rolle des Chores in den Orchesterwerken von den Bonner Cantaten bis zur 9. Symphonie.                                                                                      | 1995             |                             |
| 190  | Lorenz Luyken                                                             | „ – aus dem Nichtigen eine Welt schaffen – “: Studien zur Dramaturgie im symphonischen Spätwerk von Jean Sibelius. | 1995             |                             |
| 191  | Isabel Eicker                                                             | Kinderstücke an Kinder adressierte und über das Thema Kindheit komponierte Alben in der Klavierliteratur des 19. Jahrhunderts.                                                                                          | 1995             |                             |
| 192  | Mi-yŏng Kim                                                               | Das Ideal der Einfachheit im Lied von der Berliner Liederschule bis zu Brahms. | 1995             |                             |
| 193  | Kerstin Schüssler                                                         | Frank Martins Musiktheater ein Beitrag zur Geschichte der Oper im 20. Jahrhundert. | 1996             |                             |
| 194  | Udo Rademacher                                                            | Vokales Schaffen an der Schwelle zur neuen Musik: Studien zum Klavierlied Alexander Zemlinskys. | 1996             |                             |
| 195  | Martin Grempler                                                           | Rossini e la patria Studien zu Leben und Werk Gioachino Rossinis vor dem Hintergrund des Risorgimento. | 1996             |                             |
| 196  | Franz Müller-Heuser                                                       | Vox humana ein Beitrag zur Untersuchung der Stimmästhetik des Mittelalters. | 1997             |                             |
| 197  | Norbert Brendt                                                            | Die Klaviersuite zwischen 1850 und 1925. | 1997             |                             |
| 198  | Charlotte Reinke                                                          | Die mehrstimmigen Lamentationen von ihren Anfängen bis ca. 1550. | 1997             |                             |
| 199  | Huei Ming Wang                                                            | Beethovens Violoncellosonaten und Violinsonaten. | 1997             |                             |
| 200  | Robert Nemecek                                                            | Untersuchungen zum frühen Klavierschaffen von Pierre Boulez. | 1998             |                             |
| 201  | Christian Detig                                                           | Deutsche Kunst Deutsche Nation: Der Komponist Max von Schillings. | 1998             |                             |
| 202  | Jing-Mao Yang                                                             | Das „Grieg-Motiv“ zur Erkenntnis von Personalstil und musikalischem Denken Edvard Griegs. | 1998             |                             |
| 203  | Gero Vehlow                                                               | Studien zur Geschichte der Musik für Harmonium. | 1998             |                             |
| 204  | Markus Buchmann                                                           | Personalstil in der Jazzimprovisation: Studien zu Oscar Peterson | 1999             |                             |
| 205  | Anna Ficarlella                                                           | Die Kategorie des Spätstils in der Klaviermusik des 19. und 20. Jahrhunderts: Studien zur Klavierübung von Ferruccio Busoni                                                                                             | 1999             |                             |
| 206  | Henning Eisenlohr                                                         | Komponieren als Entscheidungsprozess: Studien zur Problematik von Form und Gehalt, dargestellt am Beispiel von Elliot Carters „Trilogy for oboe and harp“ (1992).                                                       | 1999             |                             |
| 207  | Susanne Starke                                                            | Vom „dubbio tonale“ zur „chiarificazione definitiva“ der Weg des Komponisten Alfredo Casella. | 2000             |                             |
| 208  | Guido Brink                                                               | Die Finalsätze in Mozarts Konzerten. | 2000             |                             |
| 209  | Jörg Igor Hillebrand                                                      | Igor Markevitch: Leben, Wirken und kompositorisches Schaffen. | 2000             |                             |
| 210  | Beate Thiemann                                                            | Die Sinfonien Gian Francesco Malipieros. | 2001             |                             |
| 211  | Paul Schendzielorz                                                        | Studien zur Instrumentalmusik von Gideon Klein. Die Prager und Theresienstädter Jahre im Kontext von Musik- und Zeitgeschichte.                                                                                         | 2002             |                             |

### Kölner Beiträge zur Musikwissenschaft
| Band | Autor, Herausgeber                                         | Titel                                                                                                   | Erscheinungsjahr | Anmerkung       |
| ---- | ---------------------------------------------------------- | --- | ---------------- | --------------- |
| 1    | Thomas Manfred Braun                                       | Karlheinz Stockhausens Musik im Brennpunkt ästhetischer Beurteilung                                     | 2004             |                 |
| 2    | Georg Sachse                                               | Sprachmelodien, Mischklänge, Atemzüge. Phonetische Aspekte im Vokalwerk Steve Reichs                    | 2004             |                 |
| 3    | Matthias Corvin                                            | Formkonzepte der Ouvertüre von Mozart bis Beethoven                                                     | 2005             |                 |
| 4    | Roland Pfeiffer                                            | Die Opere buffe von Giuseppe Sarti (1729–1802)                                                          | 2007             |                 |
| 5    | Karsten Lüdtke                                             | Con la sudetta sprezzatura                                                                              | 2006             |                 |
| 6    | Raphael Graf von Hoensbroech                               | Felix Mendelssohn Bartholdys unvollendetes Oratorium Christus                                           | 2006             |                 |
| 7    | Christiane Strucken-Paland                                 | Zyklische Prinzipien in den Instrumentalwerken César Francks                                            | 2009             |                 |
| 8    | Susanne Dinse                                              | Die Idee des Popularen in der Musik des 18. Jahrhunderts dargestellt an den Sinfonien Joseph Haydns     | 2008             |                 |
| 9    | Marcus Chr. Lippe                                          | Oper im Aufbruch: Gattungskonzepte des deutschsprachigen Musiktheaters um 1800                          | 2007             | Herausgeberband |
| 10   | Christian Reinke                                           | Der musikalische Gedanke und die Fasslichkeit als zentrale musiktheoretische Begriffe Arnold Schönbergs | 2007             |                 |
| 11   | Simone Galliat                                             | Musiktheater im Umbruch                                                                                 | 2009             |                 |
| 12   | Katerina Grohmann                                          | Karlheinz Stockhausen. Oper MITTWOCH aus LICHT                                                          | 2010             |                 |
| 13   | Julian Caskel                                              | Entwickelnde Repetition                                                                                 | 2010             |                 |
| 14   | Franziska Schuler                                          | Spiel als kompositorisches Prinzip in György Kurtágs Játékok (Spiele)                                   | 2011             |                 |
| 15   | Younjung Lee                                               | „XII Burlesken für Klavier“ (1832/33)                                                                   | 2011             |                 |
| 16   | Wolfram Steinbeck, Christoph Blumröder, Julio von Mendívil | Selbstreflexion in der Musik/Wissenschaft: Referate des Kölner Symposions 2007                          | 2011             | Herausgeberband |
| 17   | Iryna Krytska                                              | Karlheinz Stockhausens KLAVIERSTÜCK XI (1956)                                                           | 2015             |                 |